# Paulius Grybauskas
Paulius Grybauskas (n. 2 iunie 1984 în Vilnius, Lituania) este un portar lituanian care joacă pentru Neftchi Baku în Yuksak Liga. A jucat în 2009 14 meciuri pentru Oțelul Galați.